# Juegos de los Pequeños Estados de Europa de Chipre 1989
Los III Juegos de los Pequeños Estados de Europa se celebraron en la República de Chipre durante el mes de mayo de 1989. En total compitieron 675 atletas representando a los 8 países que participaron en los mismos.
La mayoría de las pruebas al aire libre incluidas las ceremonias de apertura y clausura se desarrollaron en el Estadio Makario de Nicosia, mientras que los deportes bajo superficie cubierta se desarrollaron en el Lefkotheo indoor hall.

## Medallero
| Núm. | País               | Oro | Plata | Bronce | Total |
| ---- | ------------------ | --- | ----- | ------ | ----- |
| 1    | Chipre (anfitrión) | 26  | 25    | 28     | 79    |
| 2    | Islandia           | 21  | 20    | 9      | 50    |
| 3    | Luxemburgo         | 12  | 16    | 18     | 46    |
| 4    | Mónaco             | 5   | 7     | 9      | 21    |
| 5    | Liechtenstein      | 5   | 2     | 7      | 14    |
| 6    | Andorra            | 3   | 1     | 4      | 8     |
| 7    | San Marino         | 2   | 4     | 2      | 8     |
| 8    | Malta              | 1   | 1     | 3      | 5     |